# Женщина Жанна
Женщина Жанна (англ. Joan the Woman) — американский немой эпический фильм 1916 года режиссёра Сесиля Де Милля с Джеральдиной Фаррар в роли Жанны д’Арк. Это был первый фильм, в котором использовался процесс Handschiegl Color для определенных сцен; является одним из первых цветных фильмов. Сохранилась копия фильма.

## Сюжет
Британский офицер (Босуорт) во время Первой мировой войны вспоминает о жизни Жанны д’Арк (Фаррар).

## В ролях
- Джеральдина Фаррар — Жанна д’Арк
- Реймонд Хаттон — Карл VII
- Хобарт Босворт — генерал Ла Гир
- Теодор Робертс — епископ Пьер Кошон
- Уоллес Рид — Эрик Трент в 1431 / Эрик Трент в 1917
- Чарльз Клэри — ла Тремуйль
- Джеймс Нил — Лаксарт
- Талли Маршалл — Л’Oйселюр
- Лоуренс Пейтон — Гаспар
- Гораций Карпентер — Жак д’Арк
- Клео Ридгейл — фаворит короля
- Лилиан Лейтон — Исамбью
- Марджори Доу — Кэтрин
- Стивен Грей — Пьер
- Эрнест Джой — Робер де Бодрикур
- Джон Оукер — Жан де Мец
- Уго Кох — герцог Бургундский
- Уильям Конклин — Ян Люксембургский
- Уолтер Лонг — палач
- Уильям Элмер — Гай Таунс
- Эмилиус Йоргенсен — Майкл
- Дональд Крисп
- Джек Хокси
- Люсьен Литтлфилд
- Найджел Де Брулир — человек в суде (нет в титрах)
- Джек Холт — (нет в титрах)
- Фред Кёлер — ставленник Л’Oйселюра (нет в титрах)
- Рамон Новарро — голодный крестьянин (нет в титрах)